# راسيل لان
راسيل لان (23 نوفمبر 1973 في المملكة المتحدة - ) (بالإنجليزية: Russell Lane)‏ هو لاعب كريكت بريطاني. لعب مع Buckinghamshire County Cricket Club ‏.

## وصلات خارجية
- راسيل لان على موقع إي آس بي آن كريك إنفو (الإنجليزية)